# Amorbaea
Amorbaea is een geslacht van vlinders van de familie sikkelmotten (Oecophoridae), uit de onderfamilie Xyloryctinae.

## Soorten
- A. hepatica Meyrick, 1908
- A. subtusvena Diakonoff, 1967
- A. subusta Diakonoff, 1967